# 斯文·约翰松 (自行车运动员)
斯文·约翰松（瑞典語：Sven Johansson，1914年7月8日—1982年10月12日），瑞典男子自行车运动员。他曾代表瑞典参加1936年夏季奥林匹克运动会自行车比赛男子个人公路赛和男子团体公路赛，未获得奖牌。